# Sig. Brainwash - L'arte di accontentare
Sig. Brainwash - L'arte di accontentare è il terzo album in studio del rapper italiano Fedez, pubblicato il 5 marzo 2013 dalla Sony Music.

## Descrizione
Il titolo dell'album trae il proprio nome da un documentario nel quale l'artista Thierry Guetta (soprannominato "Mr. Brainwash") dimostra di saper "accontentare" tutti gli intenditori di arte con l'arte di strada, l'arte più ricercata al momento, tuttavia copiando un po' da un artista e un po' da un altro. Con "l'arte di accontentare", Fedez vuole quindi criticare quest'ultimo che secondo lui non può essere definito artista.
Sig. Brainwash - L'arte di accontentare presenta collaborazioni con vari artisti, quali Elio, Francesca Michielin, J-Ax, Guè, Danti dei Two Fingerz, Dargen D'Amico e i Punkreas.

## Promozione
La pubblicazione del disco è stata anticipata dalle Zedef Chronicles, una serie di video diffusi attraverso il canale YouTube di Fedez, di cronaca a puntate in cui vengono svelati i retroscena della registrazione del disco. Un'ulteriore anticipazione è rappresentata anche tre singoli: i primi due, Si scrive schiavitù si legge libertà e Dai cazzo Federico, sono stati pubblicati digitalmente sull'iTunes Store rispettivamente il 29 gennaio e il 19 febbraio; per il primo è stato inoltre realizzato un video musicale, pubblicato sul canale YouTube del rapper. Il terzo singolo è stato Cigno nero, realizzato con Francesca Michielin e diffuso nelle stazioni radiofoniche italiane il 1º marzo, mentre il relativo video è stato presentato tre giorni dopo.
Sig. Brainwash - L'arte di accontentare è stato pubblicato il 5 marzo 2013, data scelta dall'etichetta in quanto avvertiva la necessità di assicurare un successo commerciale più ampio possibile. Nel 2020 Fedez ha sostenuto che all'epoca della pubblicazione dell'album, la Sony Music aveva puntato gran parte del loro budget di produzione e promozione su Una seria di Baby K (uscito a pochi giorni di distanza da Sig. Brainwash), che tuttavia ottenne un minor successo in termini commerciali rispetto all'album di Fedez. Oltre all'edizione standard, il disco è stato commercializzato anche in edizione deluxe con l'aggiunta dei remix dei brani Pensavo fosse amore e invece... e Faccio brutto, rispettivamente realizzati da Roofio e dai 2nd Roof. In seguito alla certificazione dell'album come disco d'oro, il 5 marzo 2013 venne distribuita un'edizione limitata con l'aggiunta di una maglietta, mentre il 18 giugno dello stesso anno (in seguito alla certificazione dell'album come disco di platino) è stata pubblicata un'altra edizione speciale dell'album, denominata Sig. Brainwash - The Prequel, un cofanetto comprensivo dei primi due album Penisola che non c'è e Il mio primo disco da venduto e una maglietta. Il 25 novembre è stata pubblicata un'ulteriore edizione speciale dell'album, denominata Diamond Edition, al cui interno figurano tre inediti e un DVD.
Nel periodo successivo alla pubblicazione dell'album, Fedez ha reso disponibile il video di Pensavo fosse amore e invece..., brano realizzato insieme a Gué Pequeno. Il 31 maggio è stata la volta del quarto singolo Alfonso Signorini (eroe nazionale), il cui video è stato pubblicato il 14 giugno. Il 25 ottobre è stato distribuito radiofonicamente il singolo inedito intitolato Nuvole di fango, realizzato con Gianna Nannini e scelto per anticipare la sopracitata Diamond Edition dell'album. Il 25 gennaio 2016 è stato pubblicato il video di Nel mio piccolo, girato a New York da Fabrizio Conte nel periodo di lavorazione dell'album.

## Accoglienza
Sig. Brainwash - L'arte di accontentare è stato accolto negativamente dalla critica specializzata. Il sito Rockit ha criticato la banalità dell'album, affermando che «L'errore sarebbe considerarlo un album rap. O – epic fail – un album hip hop. La verità è che si scrive Fedez ma si legge pop, si vedono braccia tatuate e attitudine da ribelle ma si ascolta musica per liceali in ansia da maturità».

## Tracce
1. Si scrive schiavitù si legge libertà – 3:09 (testo: Federico Lucia – musica: Fausto Cogliati)
2. Polaroid – 3:17 (testo: Federico Lucia – musica: Fausto Cogliati)
3. Alfonso Signorini (eroe nazionale) (feat. Elio) – 3:13 (testo: Federico Lucia – musica: S. Benussi, V. Catanzaro)
4. Cigno nero (feat. Francesca Michielin) – 3:21 (testo: Federico Lucia, Francesca Michielin – musica: Fausto Cogliati)
5. Signorsì – 3:20 (testo: Federico Lucia – musica: Fausto Cogliati)
6. Non ci pensi mai – 3:44 (testo: Federico Lucia – musica: Fausto Cogliati)
7. Sembra semplice (feat. J-Ax) – 3:54 (testo: Federico Lucia, Alessandro Aleotti – musica: Fausto Cogliati)
8. Pensavo fosse amore e invece... (feat. Gué Pequeno) – 4:23 (testo: Federico Lucia, Cosimo Fini – musica: Riccardo Garifo)
9. Nel mio piccolo – 3:32 (testo: Federico Lucia – musica: Pablo Miguel Lombroni Capalbo)
10. Mentine – 3:15 (testo: Federico Lucia – musica: Luigi Florio)
11. Single a vita (feat. Danti vs Simon de Jano) – 3:12 (testo: Federico Lucia, Daniele Lazzarin – musica: Simone Giani, G. D'Albenzio, C. Zangaro)
12. Presa bene (ogni tanto) – 3:28 (testo: Federico Lucia – musica: Fausto Cogliati)
13. Psichedelico – 2:53 (testo: Federico Lucia – musica: S. Benussi, V. Catanzaro)
14. Milano bene (feat. Danti) – 3:43 (testo: Federico Lucia, Daniele Lazzarin – musica: S. Benussi, V. Catanzaro)
15. Ragazza sbagliata (feat. Dargen D'Amico) – 2:55 (testo: Federico Lucia, Jacopo D'Amico – musica: S. Benussi, V. Catanzaro)
16. Dai cazzo Federico – 3:12 (testo: Federico Lucia, Daniele Lazzarin – musica: S. Benussi, V. Catanzaro)
17. Santa Madonna (feat. Punkreas) – 2:57 (testo: Federico Lucia, Francesco Castelli, P. Raimondo – musica: P. Pomponio, G. Mantegazza, A. Caccia)
18. Faccio brutto – 3:36 (testo: Federico Lucia – musica: Riccardo Garifo)
19. L'arte di accontentare (feat. Reset!) – 3:50 (testo: Federico Lucia – musica: S. Benussi)

Tracce bonus nell'edizione deluxe
1. Pensavo fosse amore e invece... (feat. Gué Pequeno) (Roofio Remix) (testo: Federico Lucia, Cosimo Fini – musica: Riccardo Garifo)
2. Faccio brutto (2nd Roof Remix) (testo: Federico Lucia – musica: Riccardo Garifo)

### Diamond Edition
CD
1. Nuvole di fango (feat. Gianna Nannini) – 3:04 (testo: Federico Lucia, Gianna Nannini – musica: Fausto Cogliati)
2. Cambia – 3:20 (testo: Federico Lucia – musica: 2nd Roof)
3. Questa vita (feat. Sopreman) – 3:06 (testo: Federico Lucia – musica: Fausto Cogliati)
4. Si scrive schiavitù si legge libertà – 3:09 (testo: Federico Lucia – musica: Fausto Cogliati)
5. Polaroid – 3:17 (testo: Federico Lucia – musica: Fausto Cogliati)
6. Alfonso Signorini (eroe nazionale) (feat. Elio) – 3:13 (testo: Federico Lucia – musica: S. Benussi, V. Catanzaro)
7. Cigno nero (feat. Francesca Michielin) – 3:21 (testo: Federico Lucia, Francesca Michielin – musica: Fausto Cogliati)
8. Signorsì – 3:20 (testo: Federico Lucia – musica: Fausto Cogliati)
9. Non ci pensi mai – 3:44 (testo: Federico Lucia – musica: Fausto Cogliati)
10. Sembra semplice (feat. J-Ax) – 3:54 (testo: Federico Lucia, Alessandro Aleotti – musica: Fausto Cogliati)
11. Pensavo fosse amore e invece... (feat. Gué Pequeno) – 4:23 (testo: Federico Lucia, Cosimo Fini – musica: Riccardo Garifo)
12. Nel mio piccolo – 3:32 (testo: Federico Lucia – musica: Pablo Miguel Lombroni Capalbo)
13. Mentine – 3:15 (testo: Federico Lucia – musica: Luigi Florio)
14. Single a vita (feat. Danti vs Simon de Jano) – 3:12 (testo: Federico Lucia, Daniele Lazzarin – musica: Simone Giani, G. D'Albenzio, C. Zangaro)
15. Presa bene (Ogni tanto) – 3:28 (testo: Federico Lucia – musica: Fausto Cogliati)
16. Psichedelico – 2:53 (testo: Federico Lucia – musica: S. Benussi, V. Catanzaro)
17. Milano bene (feat. Danti) – 3:43 (testo: Federico Lucia, Daniele Lazzarin – musica: S. Benussi, V. Catanzaro)
18. Ragazza sbagliata (feat. Dargen D'Amico) – 2:55 (testo: Federico Lucia, Jacopo D'Amico – musica: S. Benussi, V. Catanzaro)
19. Dai cazzo Federico – 3:12 (testo: Federico Lucia, Daniele Lazzarin – musica: S. Benussi, V. Catanzaro)
20. Santa Madonna (feat. Punkreas) – 2:57 (testo: Federico Lucia, Francesco Castelli, P. Raimondo – musica: P. Pomponio, G. Mantegazza, A. Caccia)
21. Faccio brutto – 3:36 (testo: Federico Lucia – musica: Riccardo Garifo)
22. L'arte di accontentare (feat. Reset!) – 3:50 (testo: Federico Lucia – musica: S. Benussi)

DVD
1. Zedef: The Dream Comes True

## Formazione
Musicisti
- Fedez – voce
- Franco Santarnecchi – chitarra
- Emiliano Fantuzzi – chitarra
- Mario Manzani – chitarra
- Cesare Chiodo – basso
- Bruno Zucchetti – pianoforte
- Pier Foschi – batteria
- Alfredo Golino – batteria
- Elio – voce aggiuntiva in Alfonso Signorini (eroe nazionale)
- Francesca Michielin – voce aggiuntiva in Cigno nero
- J-Ax – voce aggiuntiva in Sembra semplice
- Gué Pequeno – voce aggiuntiva in Pensavo fosse amore e invece...
- Danti – voce aggiuntiva in Single a vita e in Milano bene
- Dargen D'Amico – voce aggiuntiva in Ragazza sbagliata
- Punkreas – gruppo ospite in Santa Madonna
- Reset! – gruppo ospite in L'arte di accontentare; produzione (tracce 3, 13-16 e 19)
- Gianna Nannini – voce aggiuntiva in Nuvole di fango
- Sopreman – voce aggiuntiva in Questa vita

Produzione
- Fausto Cogliati – produzione (tracce 1, 2, 4-7, 12 e 15)
- Roofio – produzione di Pensavo fosse amore e invece... e di Faccio brutto
- Shablo – produzione di Nel mio piccolo
- Don Joe – produzione di Mentine

## Successo commerciale
Il 25 marzo 2013, a soli 20 giorni dall'uscita, Sig. Brainwash - L'arte di accontentare è stato certificato disco d'oro per le oltre 30 000 copie vendute, mentre il 20 maggio ha superato le 60 000 copie vendute, divenendo quindi disco di platino. Il 18 ottobre l'album ha raggiunto la certificazione di doppio disco di platino per le oltre 120 000 copie vendute, mentre il 20 giugno 2014 l'album è stato ulteriormente certificato triplo disco di platino per aver venduto oltre 150 000 copie.

## Classifiche
| Classifica (2013) | Posizione massima |
| ----------------- | ----------------- |
| Italia            | 1                 |